# Jocelyn Brando
 Jocelyn Brando (* 18. November 1919 in San Francisco, Kalifornien; † 27. November 2005 in Santa Monica, Kalifornien) war eine US-amerikanische Schauspielerin.

## Leben
Jocelyn Brando wurde 1919 in San Francisco als Tochter eines Handlungsreisenden geboren. Sie war die ältere Schwester von Marlon Brando (1924–2004).
Jocelyn war wie ihre Mutter vorwiegend am Theater engagiert, drehte aber auch zwölf Filme gemeinsam mit ihrem Bruder Marlon. In den 1940er Jahren startete sie ihre Karriere am Broadway mit dem Stück Mister Roberts.
1953 spielte sie in Heißes Eisen unter der Regie von Fritz Lang mit Glenn Ford. Ihren letzten Filmauftritt in einer bekannteren Filmproduktion hatte sie 1981 in Meine liebe Rabenmutter als Klatschreporterin Barbara Bennett neben Faye Dunaway. Daneben wirkte sie in über 50 Auftritten in TV-Serien wie Kojak – Einsatz in Manhattan und Dallas mit. In dem Horrorfilm Die Nacht der Vogelscheuche verkörperte sie Mrs. Ritter.

## Filmografie

### Filme
- 1945: Combat Fatigue Irritability (Kurzfilm)
- 1953: Geheimdienst im Dschungel (China Venture)
- 1953: Heißes Eisen (The Big Heat)
- 1955: Rächer in Schwarz (Ten Wanted Men)
- 1957: Wenn die Nacht anbricht (Nightfall)
- 1958: Step Down to Terror
- 1961: Frühreife Generation (The Explosive Generation)
- 1963: Der häßliche Amerikaner (The Ugly American)
- 1965: Widersteh, wenn du kannst (Bus Riley’s Back in Town)
- 1966: Ein Mann wird gejagt (The Chase)
- 1978: Movie Movie
- 1978: Liebe vor Gericht (A Question of Love, Fernsehfilm)
- 1979: Good Luck, Miss Wyckoff
- 1980: Warum sollte ich lügen? (Why Would I Lie?)
- 1981: Meine liebe Rabenmutter (Mommie Dearest)
- 1981: Die Nacht der Vogelscheuche (Dark Night of the Scarecrow, Fernsehfilm)
- 1983: Starflight One – Irrflug ins Weltall (Starflight: The Plane That Couldn’t Land, Fernsehfilm)

### Fernsehserien
- 1948–1949: Actor’s Studio (fünf Folgen)
- 1951: Kraft Television Theatre (eine Folge)
- 1953: Omnibus (eine Folge)
- 1955: Studio 57 (eine Folge)
- 1955–1956: The United States Steel Hour (zwei Folgen)
- 1956, 1960: General Electric Theater (zwei Folgen)
- 1957: Official Detective (eine Folge)
- 1958: Richard Diamond, Privatdetektiv (Richard Diamond, Private Detective, eine Folge)
- 1958: The Millionaire (eine Folge)
- 1958–1963: Wagon Train (sieben Folgen)
- 1959: State Trooper (eine Folge)
- 1959: Alcoa Presents: One Step Beyond (eine Folge)
- 1959: Buckskin (eine Folge)
- 1959: Dezernat ’M’ (eine Folge)
- 1959: Lux Playhouse (eine Folge)
- 1959, 1961: Alfred Hitchcock präsentiert (Alfred Hitchcock Presents, drei Folgen)
- 1960: Markham (eine Folge)
- 1960: Coronado 9 (eine Folge)
- 1960: Riverboat (zwei Folgen)
- 1960–1961: Am Fuß der blauen Berge (Laramie, zwei Folgen)
- 1960, 1962: Thriller (zwei Folgen)
- 1961: Checkmate (eine Folge)
- 1961: The Tall Man (eine Folge)
- 1961: Alcoa Premiere (eine Folge)
- 1961: Wells Fargo (eine Folge)
- 1961: Frontier Circus (eine Folge)
- 1961: Polizeirevier 87 (87th Precinct, eine Folge)
- 1963: Arrest and Trial (eine Folge)
- 1963: Dr. Kildare (eine Folge)
- 1963–1969: Die Leute von der Shiloh Ranch (The Virginian, drei Folgen)
- 1964: Alfred Hitchcock zeigt (The Alfred Hitchcock Hour, eine Folge)
- 1966–1967: Love of Life
- 1969: Der Chef (Ironside, eine Folge)
- 1975: Unsere kleine Farm (Little House on the Prairie, eine Folge)
- 1977: Kojak – Einsatz in Manhattan (Kojak, eine Folge)
- 1978: The Tony Randall Show (eine Folge)
- 1979: Dallas (vier Folgen)
- 1981: Darkroom (eine Folge)